# Aeronautica Imperialis
Aeronautica Imperialis est un jeu de figurines de combat aérien édité en 2007 par Forge World. Ce jeu se situe dans l'univers de fiction de Warhammer 40,000.
Il utilise des figurines au format Epic.
Fin 2007 un supplément, Tactica Aeronautica, a vu le jour. Il propose de nouvelles règles, et de nouveaux profils d'appareils.
Les races ou factions jouables sont : 
- la Flotte impériale ;
- les Space Marines ;
- les Eldars ;
- les Tau ;
- le Chaos ;
- les Orks.

NB: Forgeworld ne commercialise plus cette gamme de produits depuis mi-2013.